# 三村幸司
三村 幸司（みむら こうじ、1969年11月20日 - ）は、日本の俳優、スタントマン。栃木県出身。身長169cm。現在はフリーランス。

## 来歴・人物
中学生時に真田広之や黒崎輝らの出演する映画を見たことでスタントマンを志す。
ジャパン・アクション・クラブ養成所時代にテレビドラマのエキストラでデビュー。スーツアクターとしては『世界忍者戦ジライヤ』アトラクションショーのカラス天狗役でデビュー。
養成所卒業後はジャパン・アクション・クラブに所属し、1995年からフリーランス、円谷プロダクション芸能部を経て、2000年から再びジャパンアクションエンタープライズに所属するが、2006年に脱退。
ウルトラシリーズで怪獣を演じていた。『忍風戦隊ハリケンジャー』からスーパー戦隊シリーズにてレギュラーでヒーローを演じる。『特捜戦隊デカレンジャー』でデカグリーンを演じたが、変身前の江成仙一を演じた伊藤陽佑との身長差は約15cm（当時）だった。
『獣拳戦隊ゲキレンジャー』ではオープニングフィルムのアクションを演じた。

## 出演

### テレビドラマ
- スーパー戦隊シリーズ
  - 地球戦隊ファイブマン（1990年） - バツラー兵[要出典] 役
  - 鳥人戦隊ジェットマン（1991年） - 怪人、グリナム兵[要出典] 役
  - 恐竜戦隊ジュウレンジャー（1992年） - ニセトリケラレンジャー[要出典] 役
  - 忍者戦隊カクレンジャー（1994年） - ドロドロ、怪人、分身レッド[要出典] 役
  - 超力戦隊オーレンジャー（1995年） - マシン獣[2]、バーロ兵[2] 役
  - 未来戦隊タイムレンジャー（2000年） - ロンダーズ囚人[3]、ゼニット[要出典] 役
  - 百獣戦隊ガオレンジャー（2001年） - 敵怪人、ガオシルバー（代役）[3] 役
  - 忍風戦隊ハリケンジャー（2002年） - シュリケンジャー[4]、天空神[5]、モグドラゴ[6]、シラーンス[6]、ガマジャクシ[7]、オクト入道[8]、キリキリマイ師[9]、キリキリガイ師[9]、黒子ロボ[7]、ファングール[10]、下忍マゲラッパ[11] 役
  - 爆竜戦隊アバレンジャー（2003年） - アバレブルー[12]、バーミア兵[13]、アヤメガブルー[14] 役
  - 特捜戦隊デカレンジャー（2004年） - デカグリーン[15]、巡査（第41話） 役
  - 魔法戦隊マジレンジャー（2005年） - 父親（第4話） 役
  - 轟轟戦隊ボウケンジャー（2006年）
  - 獣拳戦隊ゲキレンジャー（2007年） - リンシー（ニュージーランドユニット）[要出典] 役
  - 獣電戦隊キョウリュウジャー（2013年） - 兵隊[要出典] 役
- 徳川無頼帳（1992年） - 横山あきお吹き替え、忍者 役
- 水戸黄門 第22部（1993年） - 忍者役人 役
- 暴れん坊将軍V（1993年） - 小姓 役
- 最高の片想い（1994年） - チンピラ 役
- 平成ウルトラマン三部作
  - ウルトラマンティガ（1996年 - 1997年） - 長野博吹き替え、スタンデル星人レドル 役
  - ウルトラマンダイナ（1997年 - 1998年） - 怪獣 役
  - ウルトラマンガイア（1998年 - 1999年） - ウルフガス等身大、ウルフファイヤー等身大 役
- 仮面ライダー響鬼（2005年）
- パワーレンジャー
  - パワーレンジャー・オペレーション・オーバードライブ（2007年） - ブルーレンジャー 役
  - パワーレンジャー・ジャングルフューリー（2008年） - ウルフレンジャー、モンスター 役
  - パワーレンジャー・サムライ（2010年） - グリーンレンジャー（変身前のスタントも担当） 、モンスター 役
  - パワーレンジャー・メガフォース（2013年） - レッドレンジャー（変身前のスタントも担当） 役
  - パワーレンジャー・スーパーメガフォース（2014年） - レッドレンジャー（変身前のスタントも担当） 役、スーパーメガフォースシルバーレンジャー（代役）、ヴェッカー王子 役
  - パワーレンジャー・ダイノチャージ（2015年） - ブラックレンジャー、グラファイトレンジャー 役
  - パワーレンジャー・スーパーダイノチャージ（2016年） - ブラックレンジャー、 グリーンレンジャー、グラファイトレンジャー 、初代パープルレンジャー役
  - パワーレンジャー・ニンジャスティール（2017年） - イエローレンジャー、レッドボット 役
  - パワーレンジャー・スーパーニンジャスティール（2018年） - イエローレンジャー、ゴールドレンジャー、ダイノサンダーブラックレンジャー、ロード・ドレイボン役
  - パワーレンジャー・ビーストモーファーズ（2019-2020年） - ダイノサンダーブルーレンジャー、スクローズル 役
  - パワーレンジャー・ダイノフューリー （2021-2022年） - スライサー、その他幹部モンスター、全てのレンジャーのスタント、ヘンジメン、スクローズル役
  - マイティ・モーフィン パワーレンジャー: ワンス & オールウェイズ -日本人スタント・コーディネーター
  - パワーレンジャー・コズミックフューリー （2021-2022年）-スクローズル役

### 映画
- ヤマトタケル（1994年、東宝）
- 血の収穫（1996年） - 台湾マフィア 役
- ウルトラマンティガ THE FINAL ODYSSEY（2000年）
- 狗神（2000年） - 村の青年 役
- スーパー戦隊シリーズ
  - 劇場版 百獣戦隊ガオレンジャー 火の山、吼える（2001年） - ハデスオルグ[16] 役
  - 忍風戦隊ハリケンジャー シュシュッと THE MOVIE（2002年） - シュリケンジャー[17]、天空神[18]、分身イエロー[18] 役
  - 爆竜戦隊アバレンジャー DELUXE アバレサマーはキンキン中!（2003年） - アバレブルー[19] 役
  - 特捜戦隊デカレンジャー THE MOVIE フルブラスト・アクション（2004年） - デカグリーン[20] 役
  - 獣電戦隊キョウリュウジャーVSゴーバスターズ 恐竜大決戦! さらば永遠の友よ（2014年） - アバレブルー[21] 役[22]
  - 映画 王様戦隊キングオージャー アドベンチャー・ヘブン （2023年）
- 劇場版 仮面ライダー響鬼と7人の戦鬼（2005年） - 仮面ライダー煌鬼[23] 役
- 大怪獣バトル ウルトラ銀河伝説 THE MOVIE（2009年）
- さらば愛しの大統領（2011年） - 宮川大輔吹き替え
- 仮面ライダー×スーパー戦隊 スーパーヒーロー大戦（2012年）
- 宇宙刑事ギャバン THE MOVIE（2012年）
- 仮面ライダー×スーパー戦隊×宇宙刑事 スーパーヒーロー大戦Z（2013年）
- 破裏拳ポリマー（2017年） - スタント

### オリジナルビデオ
- 大予言/復活の巨神（1992年） - スタント
- 真・仮面ライダー 序章（1992年） - 兵士 役
- 修羅がゆく - スタント
- スキャットウルトラマン（1996年） - ウルトラマン 役
- 喧嘩組（1997年） - マフィア 役
- ウルトラセブン 空飛ぶ大鉄塊（1999年） - 釣りをしていた若者 役
- 静かなるドン11（2000年） - やくざ組員 役
- スーパー戦隊シリーズ
  - 百獣戦隊ガオレンジャーVSスーパー戦隊（2001年） - ガオイエロー[24]
  - 忍風戦隊ハリケンジャースーパービデオ スーパー忍者とスーパー黒子（2002年） - シュリケンジャー 役
  - 忍風戦隊ハリケンジャーVSガオレンジャー（2003年） - シュリケンジャー、天空神、ガオレッド（ハリケンレッドとの共闘時）[要出典] 役
  - 爆竜戦隊アバレンジャーVSハリケンジャー（2004年） - アバレブルー、シュリケンジャー[要出典] 役
  - 特捜戦隊デカレンジャーVSアバレンジャー（2005年） - デカグリーン、アバレブルー[要出典] 役
  - 魔法戦隊マジレンジャーVSデカレンジャー（2006年） - デカグリーン[要出典] 役
  - 爆竜戦隊アバレンジャー 20th 許されざるアバレ（2024年）
  - 特捜戦隊デカレンジャー 20th ファイヤーボール・ブースター（2024年） - デカグリーン 役[25]
- 仮面ライダー555 20th パラダイス・リゲインド（2024年）

### CM
- 花王 ジャスト 部活動編（1993年） - 棒高跳びの選手 役
- サントリー アイスジン（1996年） - ケムール人 役
- 白元 在宅菌無（1997年） - ワサビセイブン 役
- スタッフサービス（2001年） - 女神の塔 役

### ステージ
- 後楽園ゆうえんち野外ステージショー
  - 地球戦隊ファイブマン 第三期 - ドンゴロス、バッツラー兵（代役）
  - 鳥人戦隊ジェットマン 第一期 - グリナム兵 役
  - 恐竜戦隊ジュウレンジャー 第四期 - トリケラレンジャー 役
  - 忍者戦隊カクレンジャー 全期 - ドロドロ、カッパ、ドロタボー、エイリアンザイバー、分身レッド 役
- 日光江戸村 大忍者劇場 忍者ショー（1992年） - 忍者 役
- 登別伊達時代村 忍者砦 忍者ショー（1992年7月） - 喜八、分身 役
- 東映太秦映画村 ロケーションスタジオ 忍者ショー（1993年） - 忍者 役
- ウルトラマンランド ライブショー スパイダーマンショー（1996年） - スパイダーマン 役
- ウルトラマン・ファンタジー（1997年、サンシャイン劇場） - 三村隊員 役
- 風流音楽伝説・華と影（2000年、シアタートラム） - 忍者 役
- 戦国退魔伝メラメラギューン（2005年、全労済ホールスペース・ゼロ） - 六人衆 骸 役